# Mariusz Kalinowski
Mariusz Kalinowski (ur. 1960) – polski tłumacz literatury szwedzkiej, literaturoznawca.
Był współreżyserem i scenarzystą filmów dokumentalnych („Tata Kazika”, „Czas Komedy”, „Był raz dobry świat”). Za przekłady dramatów (m.in. „Panna Julie” Strindberga, „Naczelny” Stiga Larssona, „Biała noc” Erlanda Josephsona) uhonorowany w Szwecji w roku 2003 nagrodą im. Görana O. Erikssona. Tłumaczył (i opracował wydawniczo) m.in. „Dziennik snów” Emanuela Swedenborga i „Inferno” Augusta Strindberga. Twórczością tego ostatniego zajmuje się także jako badacz. W latach 2017–2018 był członkiem jury Nagrody im. Ryszarda Kapuścińskiego za Reportaż Literacki. Mieszka w Szwecji.
W 2015 roku otrzymał nagrodę za przekład reportażu Krótki przystanek w drodze z Auschwitz Görana Rosenberga w ramach Nagrody im. Ryszarda Kapuścińskiego za Reportaż Literacki. To samo wyróżnienie otrzymał w 2019 roku za przekład Domu z dwiema wieżami Macieja Zaremby.

## Przekłady
- Maciej Zaremba, Dom z dwiema wieżami. Wydawnictwo Karakter, 2018. ISBN 978-83-65271-93-8
- Nina Witoszek, Najlepszy kraj na świecie. Pamflet. Wydawnictwo Czarne, 2017. ISBN 978-83-8049-599-9
- Tove Alsterdal, Weź mnie za rękę. Wydawnictwo Akurat – Muza, 2016. ISBN 978-83-7758-645-7
- Martin Schibbye, Johan Persson, 438 dni: nafta z Ogadenu i wojna przeciw dziennikarzom Wydawnictwo Czarne, 2015. ISBN 978-83-8049-173-1
- Tove Alsterdal, Grobowiec z ciszy. Wydawnictwo Akurat – Muza, 2014. ISBN 978-83-7758-786-7
- Göran Rosenberg, Krótki przystanek w drodze z Auschwitz. Wydawnictwo Czarne, 2014. ISBN 978-83-7536-578-8
- Steve Sem-Sandberg, Biedni ludzie z miasta Łodzi. Wydawnictwo Literackie, 2011. ISBN 978-83-08-04702-6
- Peter Fröberg Idling, Uśmiech Pol Pota: (o pewnej szwedzkiej podróży przez Kambodżę Czerwonych Khmerów). Wydawnictwo Czarne, 2010. ISBN 978-83-7536-208-4
- Jens Lapidus, Zimna stal. Wydawnictwo W.A.B. 2009. ISBN 978-83-7414-691-3
- Jens Lapidus, Szybki cash : głód, nienawiść, pogoń. Wydawnictwo W.A.B. 2008. ISBN 978-83-7414-503-9
- Per Olov Enquist, Wizyta królewskiego konsyliarza. Wydawnictwo Jacek Santorski & Co, 2005. ISBN 83-89763-27-3
- August Strindberg. Inferno. Wydawnictwo KR, 1999. ISBN 83-86989-55-6
- Emanuel Swedenborg, Dziennik snów. Wydawnictwo Rebis, 1996. ISBN 83-7120-263-6